# Silvana Maja
Silvana Maja (Napoli, 21 maggio 1963 – Napoli, 21 gennaio 2019) è stata una regista, scrittrice e giornalista italiana.

## Biografia
È nata e vissuta a Napoli dove ha studiato giurisprudenza e sociologia della comunicazione. Figlia di un professore di lettere e di una casalinga, è la seconda di cinque figli. 
Fin da piccola mostra interesse per la fotografia e impara l'uso della camera oscura. A sedici anni inizia a lavorare come fotoreporter per la CGIL di Napoli, documentando le manifestazioni di lotta e, negli anni a venire, le condizioni delle lavoratrici dell'Italia meridionale, dell'India e del Sud-Est asiatico per il mensile femminista Mille e una donna.
Nel 1990 collabora come addetto stampa per il GID (Gruppo Interparlamentare Donne) di Camera e Senato. Negli anni successivi, dopo lo scioglimento del GID, diviene assistente legislativa per le deputate di centro-sinistra dell'Ufficio di Presidenza della Camera continuando ad occuparsi prevalentemente di iniziative e progetti che riguardano le donne.
Dal 1991 scrive per alcuni quotidiani e riviste (Il Mattino, Il Roma, l'Unità, Il Salvagente, Panorama, Il Diario, Time Out, Noi Donne, Leggendaria).  Nel 1994 inizia a girare con la videocamera fino a scegliere più tardi, come sua attività prevalente, quella di filmmaker.
Nel 1997 si trasferisce a Roma. Fonda, con artisti e scrittori, "Studiaperti & Artisti Associati", un gruppo con il quale progetta eventi e manifestazioni culturali.
Dal suo romanzo Ossidiana, dedicato alla pittrice napoletana Maria Palliggiano morta suicida nel 1969, scrive la sceneggiatura con il regista e sceneggiatore Rolando Stefanelli e, nel dicembre 2003, ottiene il finanziamento e il riconoscimento di Interesse Culturale Nazionale per l'opera prima cinematografica, film che dirige nel 2006.
Realizzò documentari storici e girò per il web molte clip di cronaca politica. Dal 2016 iniziò la collaborazione con le Università di Napoli e Roma.

## Filmografia
- Nel mezzo del fiume (1997)
- Finalmente sposi (2005)
- Ossidiana (2006)
- Tutti per un tetto, un tetto per tutti (2009)
- Nilde Iotti, il rigore e la passione (2009)
- La classe non è acqua (2010)
- In poche parole le donne (2010)
- L'infanzia interrotta (2011)
- Io c'ero – Le donne nella storia della Repubblica a partire dalle leggi (2012)
- Vita da non morire mai (2013)[5]
- In movimento (2014)
- Un paese per madri e padri. Maternità libera scelta? (2015)
- Cronaca di una deportazione - Il Memoriale di Auschwitz (2016)

## Pubblicazioni
- 2017 - Lavorare gratis e vivere a pagamento - 95 piccole conversazioni. Monografia di aforismi (Sarò Bre' Edizioni).
- 2017 - La medicina narrativa e le buone pratiche nei contesti della cura. Saggio sulla video-narrazione nel volume collettaneo a cura di Francesca Marone. Pensa MultiMedia edizioni.
- 2016 - Vivo a frasi alterne" - Libro collettaneo di aforismi originali, a cura di Pietro Gorini, per A.G. Editions
- 2016 - Ah! Ah! Ah! Cercasi amore vivo o morto - Aforismi originali nella raccolta curata da Pietro Gorini per le edizioni Sarò Bre'
- 2012 - Buone notizie - Racconto nell'antologia “Buon Natale, felice anno nuovo” curata da Antonio Veneziani (Castelvecchi ed.)
- 2007 - Sepia 200 CH - Racconto nella raccolta di autori vari “Allupa Allupa” (ed. Derive/Approdi) da lei curata insieme a Nadia Tarantini
- 2004 - La prima crisi etilica di Edgar Allan Poe - Racconto nella raccolta "Confesso che ho bevuto" (ed. Derive/Approdi)
- 2003 - Studi aperti – La tentazione di esistere - Introduzione dal titolo “Il gatto, la volpe, la signora Dalloway e Moby Dick” (Gangemi editore)
- 2001 - Notizie sul tempo - Racconti (Altrastampa Edizioni)
- 2000 - Una barca arenata - Due racconti, vincitori del premio "Lune di primavera" (Ed. Disarmonie)
- 1998 - Ossidiana - Vince il premio "Tracce - Nuove scrittrici" (Ed. Tracce 1999)
- 1996 - I giardini di Bacone- Due storie gotiche vincitrici del premio letterario "Studio 12" (Editori & Associati)
- 1994 - Marta - Racconto sulla rivista letteraria Tuttestorie